# قبلات شبحية
قبلات شبحية أو «غوستلي كيسيز» هي موسيقى بوب حالمة من مدينة كيبك، تؤلفها وتؤديها المغنية وكاتبة الأغاني مارغو سوفي (Margaux Sauvé)، استوحي اسمها (Ghostly Kisses) من قصيدة لويليام فولكنر"Brush my lips with little ghostly kisses".    
أصدرت 13 أغنية في ألبومين، كانت أول أغنية لها في العام 2015 بعنوان never know.

## الألبومات والأغاني
What You See 2017
-Garden
-Such Words
-Empty Note
-Baby Tomorrow
-What You See
-Roses
The City Holds My Heart 2018
The City Holds My Heart-
Touch-
Spellbound-
Héloïse-
Zombie-